# HD 36959
HD 36959 è una stella bianco-azzurra nella sequenza principale di magnitudine 5,67 situata nella costellazione di Orione. Dista 5930 anni luce dal sistema solare.

## Osservazione

HD 36959 è visibile sulla destra della più brillante, soggetto dell'immagine.

Si tratta di una stella situata nell'emisfero celeste australe, ma molto in prossimità dell'equatore celeste; ciò comporta che possa essere osservata da tutte le regioni abitate della Terra senza alcuna difficoltà e che sia invisibile soltanto molto oltre il circolo polare artico. Nell'emisfero sud invece appare circumpolare solo nelle aree più interne del continente antartico. La sua magnitudine pari a 5,7 la pone al limite della visibilità ad occhio nudo, pertanto per essere osservata senza l'ausilio di strumenti occorre un cielo limpido e possibilmente senza Luna.
Il periodo migliore per la sua osservazione nel cielo serale ricade nei mesi compresi fra fine ottobre e aprile; da entrambi gli emisferi il periodo di visibilità rimane indicativamente lo stesso, grazie alla posizione della stella non lontana dall'equatore celeste.

## Caratteristiche fisiche
La stella è una bianco-azzurra nella sequenza principale; possiede una magnitudine assoluta di -5,63 e la sua velocità radiale positiva indica che la stella si sta allontanando dal sistema solare.

## Sistema stellare
HD 36959 è un sistema multiplo formato da 3 componenti. La componente principale A è una stella di magnitudine 5,67. La componente B è di magnitudine 5,6, separata da 35,7 secondi d'arco da A e con angolo di posizione di 223 gradi. La componente C è di magnitudine 8,8, separata da 0,6 secondi d'arco da B e con angolo di posizione di 120 gradi.